# كونور دويل
كونور دويل (بالإنجليزية: Conor Doyle) (13 أكتوبر 1991 بماككيني في الولايات المتحدة - ) هو لاعب كرة قدم أمريكي وأيرلندي في مركز الهجوم. شارك مع منتخب الولايات المتحدة تحت 20 سنة لكرة القدم ومنتخب جمهورية أيرلندا تحت 21 سنة لكرة القدم ومنتخب الولايات المتحدة تحت 23 سنة لكرة القدم. أما مع النوادي، فقد لعب مع دي.سي. يونايتد وديربي كاونتي وكولورادو رابيدز.

## وصلات خارجية
- كونور دويل على موقع الدوري الأمريكي (الإنجليزية)
- كونور دويل على موقع قاعدة بيانات كرة القدم.إي يو (الإنجليزية)
- كونور دويل على موقع Soccerbase.com (لاعب) (الإنجليزية)
- كونور دويل على موقع Soccerway.com (الإنجليزية)
- كونور دويل على موقع عالم كرة القدم.نت (الإنجليزية)
- كونور دويل على موقع AS.com (الإسبانية)